# Сидки Бекри
Бакр Сидки (араб. بكر صدقي‎; 1889, Киркук — 11 августа 1937, Мосул) — османский и иракский государственный и военный деятель курдского происхождения, генерал, один из организаторов государственного переворота в Ираке в 1936 году.

## Биография

### Ранняя карьера
Родился в курдской семье, точная дата рождения неизвестна. Окончил военное училище в Стамбуле и затем вступил в ряды армии Османской империи в звании 2-го лейтенанта. Участвовал в обеих Балканских войнах, после чего поступил в штабное училище в Стамбуле, которое окончил в 1915 году.
Совместно с сыном мекканского шерифа Фейсалом (будущим королём Ирака) входил в состав группы военных, мечтавших о создании независимого арабского государства — Великой Сирии. В 1921 году вступил в армию Ирака. Окончил школу Генерального штаба в Великобритании и считался одним из наиболее компетентных военных Ирака. После завершения образования начал преподавать в штабном училище в Багдаде. В 1928 году был произведён в полковники.
В 1933 году Сидки участвовал в подавлении восстания ассирийцев, в ходе резни в Сумайиле совершив ряд преступлений против гражданских лиц и получив известность своей жестокостью. Резня ассирийцев-христиан, жертвами которой стали 315 человек, произошла с согласия иракского правительства, которое дало полную свободу действий в плане мер подавления беспорядков. За успешное подавление восстания Сидки был повышен до бригадного генерала и получил право провести в Багдаде триумфальный парад. В течение следующих нескольких лет он командовал войсками в южных областях Ирака. С 1934 года фактически возглавлял антибританскую оппозицию в иракской армии, являлся сторонником установления военной диктатуры. В 1936 году жестоко подавил восстание шиитов на Среднем Ефрате. Кроме того, это событие повысило его престиж в глазах правящей элиты, которая сильно зависела от быстрого наведения порядка в стране.

### Участие в перевороте 1936 года
В октябре 1936 года правительство Ясина аль-Хашими было свергнуто в результате военного переворота. Сидки на тот момент являлся главнокомандующим иракских вооружённых сил. Предупредив о своих планах тайную антиправительственную организацию «Аль-Ахали» и её лидера Хикмета Сулеймана, он отдал подчинённым ему войскам приказ двигаться на Багдад и объявил, что становится главой «национальных реформаторских сил». С самолётов сбрасывались листовки, информирующие о том, что армия попросила короля Гази I отправить правительство в отставку. Король, вероятно, также информированный о планах Сидки, запретил сопротивление восставшим и назначил новым премьер-министром Сулеймана. Через министра обороны Джафара аль-Аскари Сидки получил просьбу остановить наступление войск на Багдад. Сидки считал, однако, что Джафар аль-Аскари пытается разрушить его планы, и приказал его убить. Убийство носило политический характер и было совершено для препятствования попыткам устранения Сидки со стороны как непосредственных сторонников убитого, так и всех офицеров, которые могли помешать его карьере в армии.
После победы революции Сидки не вошёл в правительство, но оказывал большое влияние на его деятельность, особенно в сфере внешней политики. Сулейман согласился с необходимостью полагаться на союзы Ирака с Ираном и Турцией и разделял его взгляды о необходимости модернизации страны, как это произошло в Турции. Сидки также был фактическим главнокомандующим иракской армии.
В 1937 году влияние Сидки увеличилось. Хотя Хикмет Сулейман опасался роста его влияния и в том же году содействовал увольнению части армейских офицеров, лояльных ему, но в конце концов решил продолжать полагаться на сотрудничество с ним, нежели идти на уступки реформистской Народной ассоциации реформ. В 1937 году Сидки публично критиковал его окружение, требовавшее реформ.
В том же году Сулейман и Сидки, убежденный в том, что шииты на юге готовят новое вооружённое восстание, заранее арестовали большое их количество. Восстание, несмотря на это, всё равно началось и продолжалось в течение нескольких месяцев. Под влиянием шиитских волнений правительство Сулеймана отправило в отставку министров, поддерживавших реформы. Их заменили люди из окружения Сидки, а Сулейман ликвидировал Народную ассоциацию реформ, вернувшись в итоге к авторитарному правительству и политике консерватизма.
Сидки не имел полного контроля над армией и не обнаружил появления в ней заговора против себя, который в том же году составили офицеры Салах ад-Дин ас-Саббах, Фаузи Хусейн, Амин аль-Умари, Камиль Забиб, Махмуд Салман, Азиз Джамулки и Фахми Саид. Они были арабами-суннитами и сторонниками панарабизма, отвергавшими многие политические взгляды правительства Сулеймана и Сидки. Они также негативно относились к курдскому происхождению командующего и поддержке им своих соотечественников в армии. Заговор привёл к убийству Сидки в августе 1937 года, когда он был застрелен в аэропорту в Мосуле вместе с командующим ВВС Мухаммедом Али Джавадом. После убийства Сидки армия фактически прекратила подчиняться правительству Сулеймана, который в середине 1937 года ушёл в отставку. Офицеры, составившие верхушку заговора, в последующие годы были самыми важными фигурами на иракской политической арене.